# Metafora dźwiękowa
Metafora dźwiękowa – rodzaj przenośni posługującej się równoważnikiem dźwiękowym pojęcia, zjawiska, cechy rzeczy, stanu psychicznego. Polega na kojarzeniu dźwięków z wyobrażeniem tego, co autor chce przedstawić, opisać, naświetlić albo zasugerować. Dźwięki metafory dźwiękowej mogą mieć charakter muzyczny (metafora dźwiękowa muzyczna), mogą także pochodzić ze źródeł naturalnych (metafora dźwiękowa realistyczna) lub kombinacyjny (metafora dźwiękowa mieszana). Metaforę dźwiękową stosuje się najczęściej w słuchowisku, ale można ją spotkać także w muzyce, oprawie dźwiękowej filmu, sztuce teatralnej.
Metafora dźwiękowa nie jest naśladownictwem dźwięków naturalnych ani muzycznych, ale ich przekształceniem, które następuje w związku z kontekstem utworu. Jej zadaniem jest naddanie znaczeń, które nie wynikają ani z samego dźwięku, ani z owego kontekstu – dopiero całokształt czyni z dźwięku przenośnię. W słuchowiskach radiowych metafora dźwiękowa pełni niekiedy funkcję ekwiwalentu scenografii, której w radiu ukazać nie można.
PrzykładKlasycznym przykładem metafory dźwiękowej był w jednym ze słuchowisk Helmuta Kajzara dźwięk gwizdka, który w miarę upływu czasu coraz agresywniej zastępował kaszel bohatera-gruźlika. W końcowej partii utworu bohater już nie kaszlał, wystarczył gwizd, który przejmująco wywierał wpływ na reakcje słuchaczy.